# Мельниченко Анатолій Анатолійович
Мельниченко Анатолій Анатолійович(4 травня 1979 Ужгород) — український освітянин і науковець, фахівець з управління у сфері вищої освіти, ректор Національний технічний університет України «Київський політехнічний інститут імені Ігоря Сікорського», професор, кандидат філософських наук, професор катедри теорії та практики управління.

## Життєпис
Народився 4 травня 1979 року в місті Ужгород Закарпатської області в сім'ї службовців. Батько — Мельниченко Анатолій Степанович — інженер, мати — Мельниченко Марія Михайлівна — лікар (має почесне звання «Заслужений лікар України»). Закінчив загальноосвітню школу № 15 в м. Ужгород з золотою медаллю. Одружений. Має двох синів.

### Освіта
1996—2002 — Національний технічний університет України «Київський політехнічний інститут», факультет соціології, магістр з адміністративного менеджменту. Диплом з відзнакою.
2002—2005 — навчання в аспірантурі (НТУУ «КПІ ім. Ігоря Сікорського», факультет соціології). Захистив дисертацію на здобуття наукового ступеня кандидата філософських наук у 2006 році за спеціальністю «Філософія освіти»; тема дисертації: «Перетворені форми у виховних практиках сучасного соціуму».
2020—2022 — Національний юридичний університет імені Ярослава Мудрого, міжнародно-правовий факультет, магістр права.
Проходив стажування в США (2010, 2015, 2024 роки), Великій Британії (2018 рік), Нідерландах (2023 рік).
1999—2001 — Пройшов навчання за програмою підготовки офіцерів запасу на катедрі військової підготовки НТУУ «КПІ ім. Ігоря Сікорського» за інженерно-технічним профілем.

### Науково-педагогічна діяльність

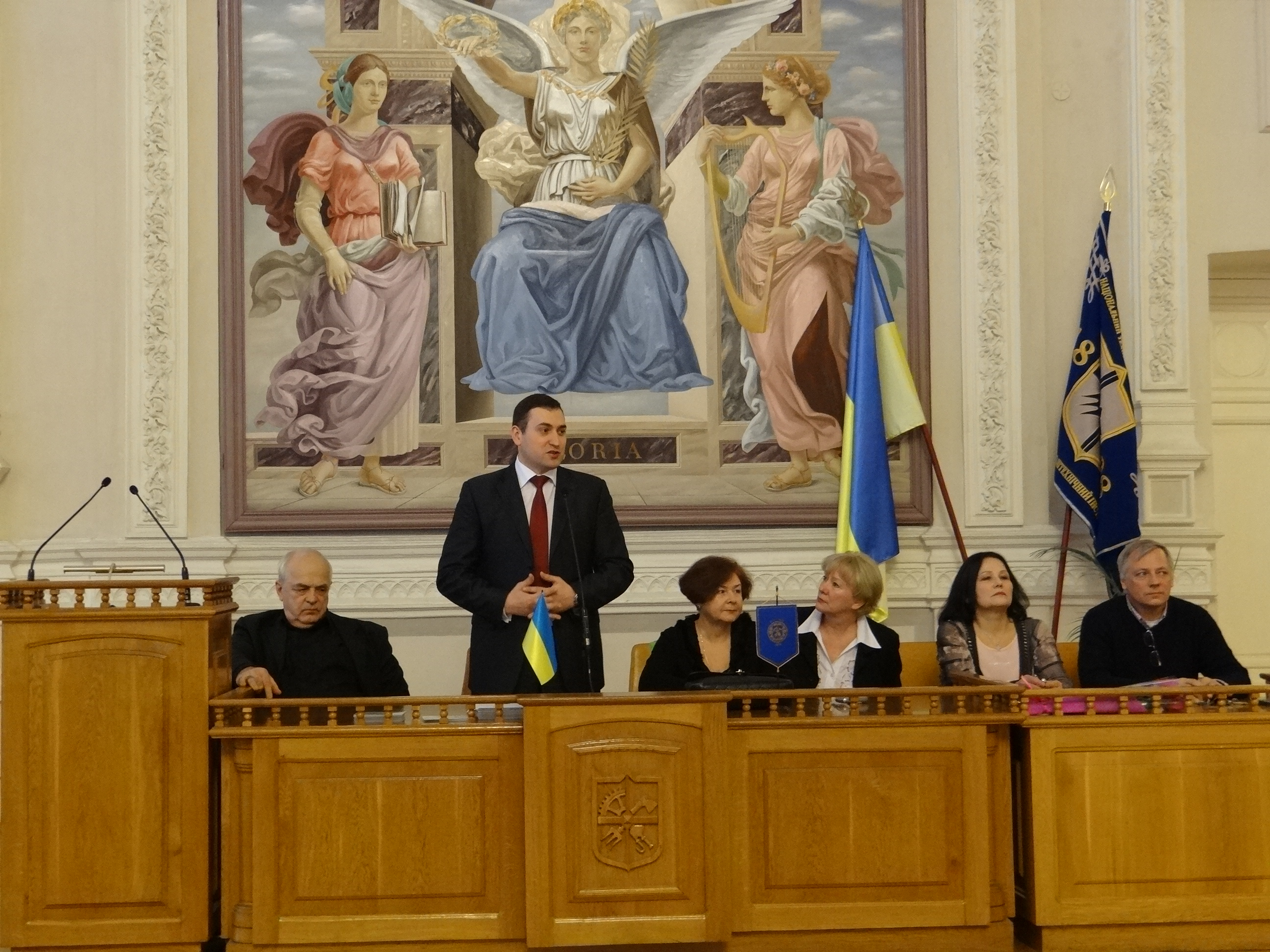
У залі Вченої ради КПІ

2021 — тепер — професор катедри теорії та практики управління Київського політехнічного інституту імені Ігоря Сікорського.
2015—2021 — доцент катедри теорії та практики управління Київського політехнічного інституту імені Ігоря Сікорського.
2013—2015 — завідувач катедри теорії та практики управління Національного технічного університету України «Київський політехнічний інститут».
2006—2013 — доцент катедри філософії Національного технічного університету України «Київський політехнічний інститут».
2003—2006 — викладач катедри філософії Національного технічного університету України «Київський політехнічний інститут».
2002—2003 — асистент катедри економіки і підприємництва Національного технічного університету України «Київський політехнічний інститут».

### Адміністративна діяльність
2024 — ректор КПІ імені Ігоря Сікорського
2020—2024 — проректор з навчальної роботи КПІ імені Ігоря Сікорського
2022—2024 — Голова Методичної ради КПІ імені Ігоря Сікорського.
2013—2020 — декан факультету соціології і права Національного технічного університету України «Київський політехнічний інститут імені Ігоря Сікорського».
2006—2020 — Учений секретар КПІ імені Ігоря Сікорського.
2002—2013 — директор Науково-дослідницького центру прикладної соціології «Соціоплюс» НТУУ «КПІ».
Брав участь в організації міжнародних і всеукраїнських наукових заходів, зокрема конференцій, семінарів та форумів, таких як «Сучасні проблеми управління», «Глушковські читання» та «Соціальна робота в Україні та за кордоном»

## Експертна діяльність

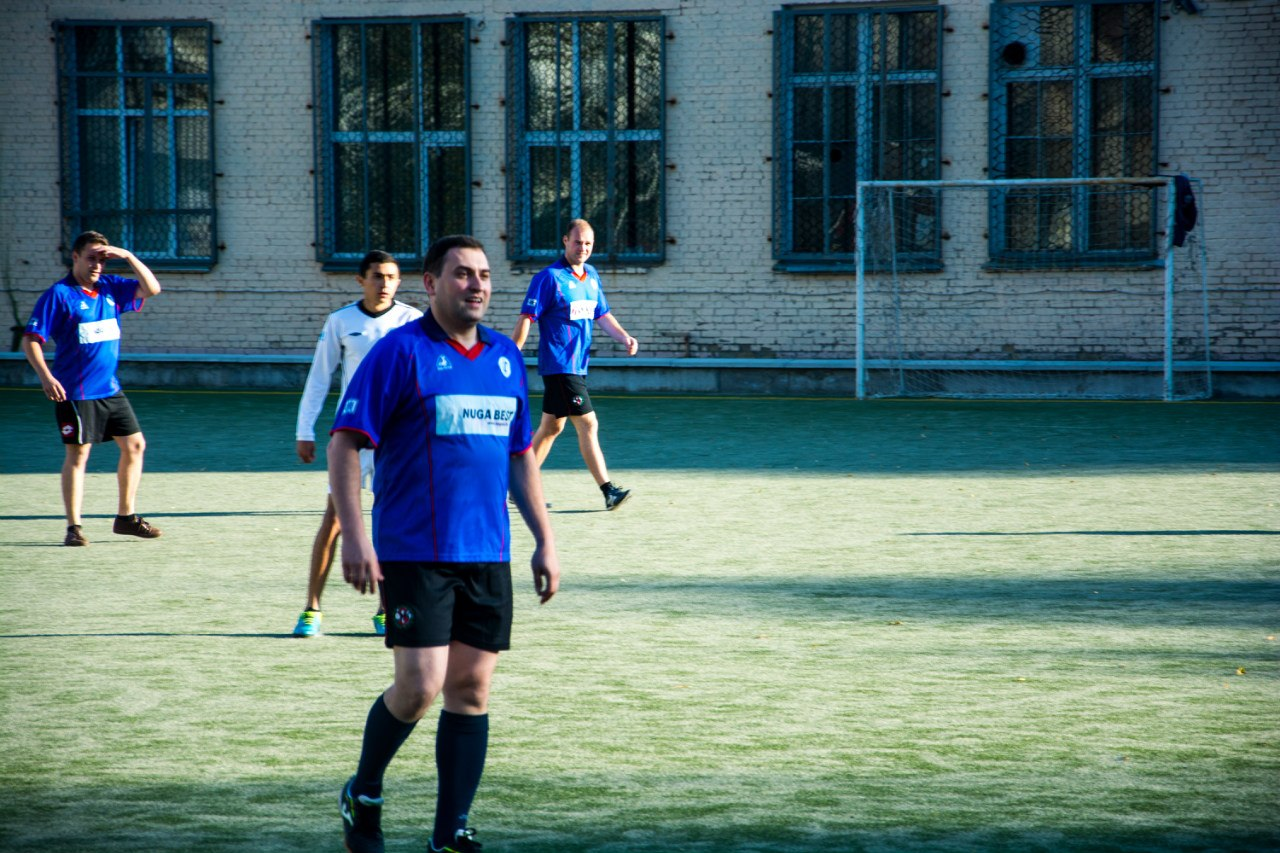
Проведення змагань з міні футболу серед трудового колективу і студентства факультету соціології і права

2017- до цього часу — член Комісії з відбору кандидатів на здобуття державних стипендій для видатних діячів науки Міністерства освіти і науки України.
2018—2020 — Експерт відбору конкурсних проєктів на проведення наукових досліджень щодо формування державної політики у сфері розбудови миру, попередження і врегулювання конфліктів МінТОТ.
2016—2019 — Голова Науково-методичної комісії 15 з організаційно-методичного забезпечення вищої освіти МОН України.
2016—2019 — член науково-методичної підкомісії «Академічна доброчесність» МОН України.
2011 — до тепер — член Комісії університету з дотримання законності та боротьби з корупцією.
2006 — 2024 — член Експертно-правової комісії університету.
2018—2019 — Член Науково-консультативної ради при Міністерстві з питань тимчасово окупованих територій та внутрішньопереміщених осіб.
2016—2020 — Голова комісії КПІ імені Ігоря Сікорського з підготовки проєктів стандартів вищої освіти в галузі знань «Соціальні та поведінкові науки».
2016 — 2024 — Голова комісії університету з питань реалізації Закону України «Про засудження комуністичного та націонал-соціалістичного (нацистського) тоталітарних режимів в Україні та заборону пропаганди їхньої символіки».
2015—2021 — член Комісії КПІ імені Ігоря Сікорського з питань етики та академічної чесності
2011—2012 — член робочої групи з розробки законопроєкту «Про вищу освіту».
2007—2013 — член спеціалізованої вченої ради К 26.002.21 по захисту дисертацій з наукової галузі «філософія» зі спеціальностей «09.00.03» — соціальна філософія та філософія історії та «09.00.10» — «філософія освіти» Національного технічного університету України «Київський політехнічний інститут».
2010—2012 — член спеціалізованої вченої ради К26.002.27 із захисту кандидатських дисертацій із соціальних комунікацій Національного технічного університету України «Київський політехнічний інститут».
2010—2020 — Член редакційної колегії фахового видання «Вісник НТУУ „КПІ“: філософія, психологія, педагогіка».
2013—2020 — Заступник голови редакційної колегії «Вісник НТУУ „КПІ“: соціологія, політологія, право» (фахове видання з соціологічних, політичних та юридичних наук).

### Участь в організаціях
2017 — до тепер — член ГО "Світовий центр даних «Геоінформатика та сталий розвиток».

## Нагороди та відзнаки
- Заслужений працівник освіти України (2024)[2]

2023 — Грамота Головнокомандувача Збройних Сил України за активну громадянську позицію, патріотизм та допомогу Збройним Силам України, що наближує перемогу над ворогом
2023 — Відзнака Міністерства оборони України, медаль «За сприяння Збройним Силам України» (Наказ Міністра оборони України № 1077 від 19 серпня 2023 року)
2023 — Пам'ятний знак «За честь і славу» II ступеня Управління державної охорони (29 серпня 2023 року)
2021 — Почесна грамота за популяризацію ідей академічної доброчесності Вченої ради Національний технічний університет України «Київський політехнічний інститут імені Ігоря Сікорського».
2019 — Подяка Міністерства з питань тимчасово окупованих територій та внутрішньо переміщених осіб.
2009 — Почесна грамота Міністерства освіти і науки України (Наказ Міністра освіти і науки України № 290-к від 13.05.2009 р.)
2006 — Відзнака Національної академії наук України для молодих учених «Талант, натхнення, праця».
2006—2013 — переможець щорічного конкурсу "Молодий-викладач дослідник НТУУ «КПІ».
2004—2005 — стипендіат Кабінету Міністрів України для молодих учених.

## Скандали
У листопаді 2024 року ректора Київського політехнічного інституту Анатолія Мельниченка звинуватили в академічному плагіаті в його кандидатській дисертації, захищеній у 2006 році. Згідно з інформацією, опублікованою в українських ЗМІ, дисертація містить текстові запозичення з інших джерел без належного цитування, зокрема з книги «Релігієзнавство. Віровчення релігій світу» авторів В.Н. Нікітіна та В.Л. Обухова, а також зі статей російських авторів, присвячених питанням патріотичного виховання. Частина термінів у тексті, за твердженнями експертів, була змінена з російських на українські аналоги.

## Наукові публікації
Автор та співавтор понад 170 наукових та навчально-методичних публікацій.

### Монографії, посібники
Войтко С. В., Мельниченко А. А. Управління трудовими ресурсами. Навчальний посібник. К.: ТОВ НВП «Інтерсервіс», 2016. — 160 с.
Аналіз сталого розвитку — глобальний і регіональний контексти / Міжнар. рада з науки (ISC) та ін.; наук. кер. проекту М. З. Згуровський. — К.: КПІ ім. Ігоря Сікорського, 2019. — Ч. 1. Глобальний аналіз якості і безпеки життя (2019). — 216 с.
Аналіз сталого розвитку — глобальний і регіональний контексти / Міжнар. рада з науки (ISC) та ін.; наук. кер. проекту М. З. Згуровський. — К.: КПІ ім. Ігоря Сікорського, 2019. — Ч. 2. Україна в індикаторах сталого розвитку (2019). — 112 с
Форсайт розвитку оборонно-промислового комплексу України на часовому горизонті 2021—2030 роки / наук. керівник проєкту акад. НАН України М. З. Згуровський // Національний технічний університет України «Київський політехнічний інститут імені Ігоря Сікорського»; Світовий центр даних з геоінформатики та сталого розвитку; Інститут передових оборонних технологій КПІ ім. Ігоря Сікорського; Інформаційно-аналітичний центр КПІ ім. Ігоря Сікорського. — Київ: КПІ ім. Ігоря Сікорського, Вид-во «Політехніка», 2021. — 148 с.

### Конференції
Мельниченко А. А. Проблеми і перспективи реалізації концепції «Держава у смартфоні». Матеріали Х Міжнародної науково-практичної конференції «Сучасні проблеми управління: імперативи забезпечення сталого розвитку» (21 листопада 2019 р., м. Київ) / — Київ: КПІ ім. Ігоря Сікорського, Вид-во «Політехніка», 2019 . — С. 44-46.
Мельниченко А. А. Майбутнє освіти в епоху штучного інтелекту та Інтернету речей. Інтернет речей: проблеми правового регулювання та впровадження: Матеріали III наук.-практ.конф. 21 листопада 2019 року. м. Київ. — Київ: КПІ імені Ігоря Сікорського, Вид-во «Політехніка», 2019. — С. 13-15.
Мельниченко А. А. Реалізація ідей В. М. Глушкова в системі підготовки фахівців з публічного управління. Історія, сьогодення та перспективи розвитку інформаційних технологій в Україні та світі. Матеріали VII Всеукр. науково-практичної конференції «Глушковські читання», Київ, 2018 р. — Київ: ТОВ НВП «Інтерсервіс». — С. 88-91.
Мельниченко А. А. Розвиток Інтернету речей як фактор трансформації системи вищої освіти Інтернет речей: проблеми правового регулювання та впровадження: Матеріали другої наук.-практ. конф., 29 листопада 2018 р., м. Київ. — Київ: КПІ ім.. Ігоря Сікорського, Вид-во «Політехніка», 2018. — С.7-8.
Мельниченко А. А. Роль ідей В. М. Глушкова в формуванні концепції Smart Governance. Цифрова революція в соціально-економічній сфері: історія і перспективи: матеріали 6-тої Всеукр. наук.-практ. конф. «Глушковські читання», 13 грудня 2017 року., м. Київ.– Київ: Київ: КПІ ім. Ігоря Сікорського, Вид-во «Політехніка», 2017. — С. 115—118.

### Наукові публікації
- Мельниченко А. А. (перелік понад 120-ти наукових публікацій)// Google_Академія